# کوین مارکوس مورفی
کوین مارکوس مورفی (انگلیسی: Kevin Murphy؛ زادهٔ ۶ مارس ۱۹۹۰) بازیکن بسکتبال اهل ایالات متحده آمریکا است.
از باشگاه‌هایی که در آن بازی کرده‌است می‌توان به یوتا جاز اشاره کرد.